# Parapsammophila
Parapsammophila is een geslacht van vliesvleugelige insecten van de familie Langsteelgraafwespen (Sphecidae).

## Soorten
- P. caspica (Gussakovskij, 1930)